# Schérie
Schérie ou Skerya est le nom que le poète grec Homère donna dans les chants VI, VIII et XIII de l’Odyssée à un ensemble d'îles formant le territoire des Phéaciens (en grec ancien οἱ Φαίακες / hoi Phaíakes, de φαιός / phaiós, « gris »), rendu célèbre pour l'accueil et la protection du héros grec Ulysse et l'avoir reconduit dans son île, Ithaque, dont il était le roi jusqu'à son départ pour la Guerre de Troie. 

## La vision poétique d'Homère
Dans l'œuvre du poète homérique, le chef de cette monarchie légendaire était le démiurge Alcinoos, jusqu'à ce que l'archipel soit englouti sous les eaux pour leur complicité dans le retour d'Ulysse : ce sort est l'œuvre de la colère du dieu Poséidon. En effet, ce dernier avait décidé de se venger d'Ulysse, qui, pour fuir le territoire des Cyclopes, avait mutilé Polyphème, fils de Poséidon, en le rendant aveugle de son œil unique. Il fit obstacle à Ulysse durant les vingt années que durèrent son aller-retour entre la cité de Troie et Ithaque.

## Réalité géographique
Dans la tradition classique et dès Thucydide, les Phéaciens seraient les premiers habitants de l'île de Corcyre, l'actuelle île de Corfou.

## Sources
- Pseudo-Apollodore, Bibliothèque [détail des éditions] [lire en ligne] (I, 9, 25) et Épitome [détail des éditions] [lire en ligne] (VII, 25).
- Homère, Odyssée [détail des éditions] [lire en ligne].